# しょっぱいね
「しょっぱいね」は、つんく♂のシングル。2012年9月26日にアップフロントワークス（zetimaレーベル）から発売された。

## 内容
前作の「To You」から約1年9か月ぶりにリリースされた本作は、ユニバーサルミュージックから発売された三木たかし作曲作品のトリビュート・アルバム『もしも明日が〜三木たかしトリビュート〜』からのリカット。この曲を歌うきっかけは、このトリビュートアルバムの監修者だった小西良太郎からの推奨で三木の譜面が差しあげられたからで、それを面白いと思ったつんく♂自らが歌唱した。同社からのソロとしてのリリースは「TOUCH ME」以来、約13年ぶりで、自身が所属しているシャ乱Qを含めた場合は、ハロー!プロジェクトおよび原曲歌唱者のKANらとの「がんばろうニッポン「愛は勝つ」プロジェクト」として参加した「愛は勝つ」以来、1年3か月ぶりとなる。

## 収録曲
（全曲　作詞：上田紅葉　作曲：三木たかし　編曲：鈴木俊介）
1. しょっぱいね
2. 地下鉄の涙